# Philip Sassoon

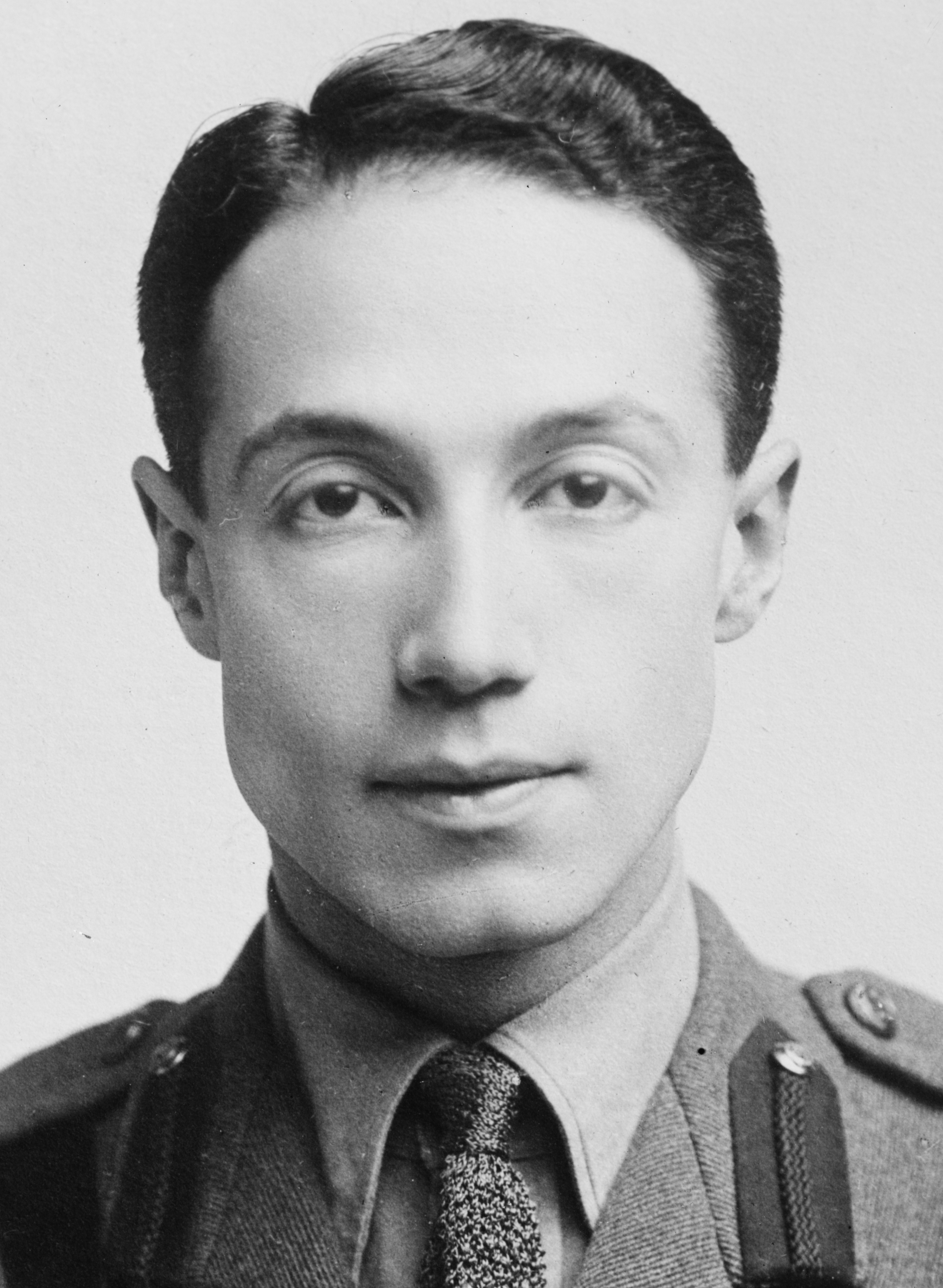
Philip Sassoon in uniform tijdens de Eerste Wereldoorlog

Sir Philip Albert Gustave David Sassoon (Parijs, 4 december 1888 – Londen, 3 juni 1939) was een Brits politicus en kunstverzamelaar.
Hij werd geboren in de bekende joodse koopmans- en bankiersfamilie Sassoon, die afkomstig was uit Bagdad. Hij was een neef van de dichter en prozaschrijver Siegfried Sassoon. Zijn moeder was een Rothschild.
Van zijn vader erfde hij de titel van baronet. Hij was lid van de Conservative Party. Hij volgde zijn vader in 1912 op als lid van het Lagerhuis voor het kiesdistrict Hythe. Hij was toen het jongste lid van het Lagerhuis. Tijdens de Eerste Wereldoorlog was hij een stafofficier van de Britse opperbevelhebber Douglas Haig. 
In 1920 werd hij een secretaris van David Lloyd George. Van 1924 tot 1929 en van 1931 tot 1937 was hij onderstaatssecretaris voor luchtvaart. Hij werd in 1937 benoemd tot eerste commissaris voor werkverschaffing (First Commissioner of Works) in het vierde nationale kabinet onder premier Neville Chamberlain, een post die hij bekleedde tot aan zijn dood in juni 1939. Hij was niet getrouwd en met zijn dood verdween ook zijn erfelijke titel van baronet.
Sassoon was een kunstverzamelaar en onder meer voorzitter van de raad van bestuur van de National Gallery. Hij was een graag geziene figuur in Britse high societykringen. In zijn luxueuze landhuizen in Lympne en Trent Park was hij gastheer voor vooraanstaande personen, waaronder leden van het Britse koningshuis.